# 阿拉巴马州瓶子草
阿拉巴马州瓶子草（學名：Sarracenia alabamensis）为瓶子草属食虫植物。其种加词“alabamensis”，来源于阿拉巴马州。其中，原亚种分布于阿拉巴马州中部，而惠里阿拉巴马州瓶子草（S. alabamensis subsp. wherryi）则存在于阿拉巴马州西南部、密西西比州东部和佛罗里达州。这两者也或被认为是红瓶子草（S. rubra）的两个亚种。

## 植物学史
1971年6月，弗雷德里克·W·凯斯（Frederick W. Case）和罗伯塔·布克哈特·凯斯（Roberta Burckhardt Case）在阿拉巴马州埃尔莫尔县首次采集到了阿拉巴马州瓶子草。1975年，它们将其作为一个全新物种进行发表。但其忘记指明其模式标本和包括模式采集中的标本都采集于不同的日期。根据《國際植物命名法規》，该物种的发表被判定为无效的。弗雷德里克·W·凯斯和罗伯塔·布克哈特·凯斯又在1976年发表了惠里阿拉巴马州瓶子草（S. alabamensis subsp. wherryi），但其因阿拉巴马州瓶子草仍是无效的，所以该亚种也属无效。1977年，唐纳德·E·施奈尔（Donald E. Schnell）并没有将阿拉巴马州瓶子草作为一个物种进行描述，而将其放置于红瓶子草下，于1978年进行了发表。但因原描述仍是无效的，所以其基本异名也属无效。而更为复杂的是，唐纳德·E·施奈尔是将该亚种作为一个新亚种进行描述的，而非惠里阿拉巴马州瓶子草学名的新组合。2005年，弗雷德里克·W·凯斯和罗伯塔·布克哈特·凯斯终于对阿拉巴马州瓶子草及惠里阿拉巴马州瓶子草进行了有效的描述。

## 形态特征
阿拉巴马州瓶子草的捕虫瓶直立，长15至45厘米，宽2.5至4厘米。其基部细长，靠近瓶口处略扩张。瓶盖宽，椭圆形。少数植株的瓶盖瘦长，波浪状。翼宽2至12毫米。部分植株的瓶口下部及瓶盖下表面具白色网隙。捕虫瓶通常为绿黄色，内表面具红色网纹。少数植株具金黄色的叶片。

### 惠里阿拉巴马州瓶子草
惠里阿拉巴马州瓶子草的捕虫瓶长12至30厘米，瓶口处宽1.5至3厘米。其内表面具长0.1至0.7毫米的白色下向毛。翼宽2至12毫米。捕虫瓶通常为铜绿色或黄色，内表面具红色网纹。夏季时，大多数植株瓶盖的上表面为红铜色。分布于阿拉巴马州查特姆的惠里阿拉巴马州瓶子草种群也被非正式的称为查特姆变型。其捕虫瓶可长达30至40厘米。

## 种下类群
阿拉巴马州瓶子草共确定了2个亚种：
- S. alabamensis subsp. alabamanensis Case & R.B.Case
- S. alabamensis subsp. wherryi (D.E.Schnell) Case & R.B.Case

惠里阿拉巴马州瓶子草的亚种名“wherryi”来源于美国植物学家E·T·惠里（E. T. Wherry）博士，其在二十世纪二三十年代对瓶子草属进行了大量研究。